# Aleksandr Grisxuk
Aleksandr Ígorevitx Grisxuk o Grixtxuk (en rus: Александр Игоревич Грищук); (nascut a Moscou el 31 d'octubre de 1983), és un jugador d'escacs rus, que té el títol de Gran Mestre des de 2000. Està casat amb la Gran Mestre Femení (WGM) ucraïnesa Natàlia Júkova.
A la llista d'Elo de la FIDE del maig de 2022, hi tenia un Elo de 2742 punts, cosa que en feia el jugador número 3 (en actiu) de Rússia, i el número 19 del rànquing mundial. El seu màxim Elo va ser de 2810 punts, a la llista de desembre de 2014 (posició 3 al rànquing mundial).
|  |

## Resultats destacats en competició

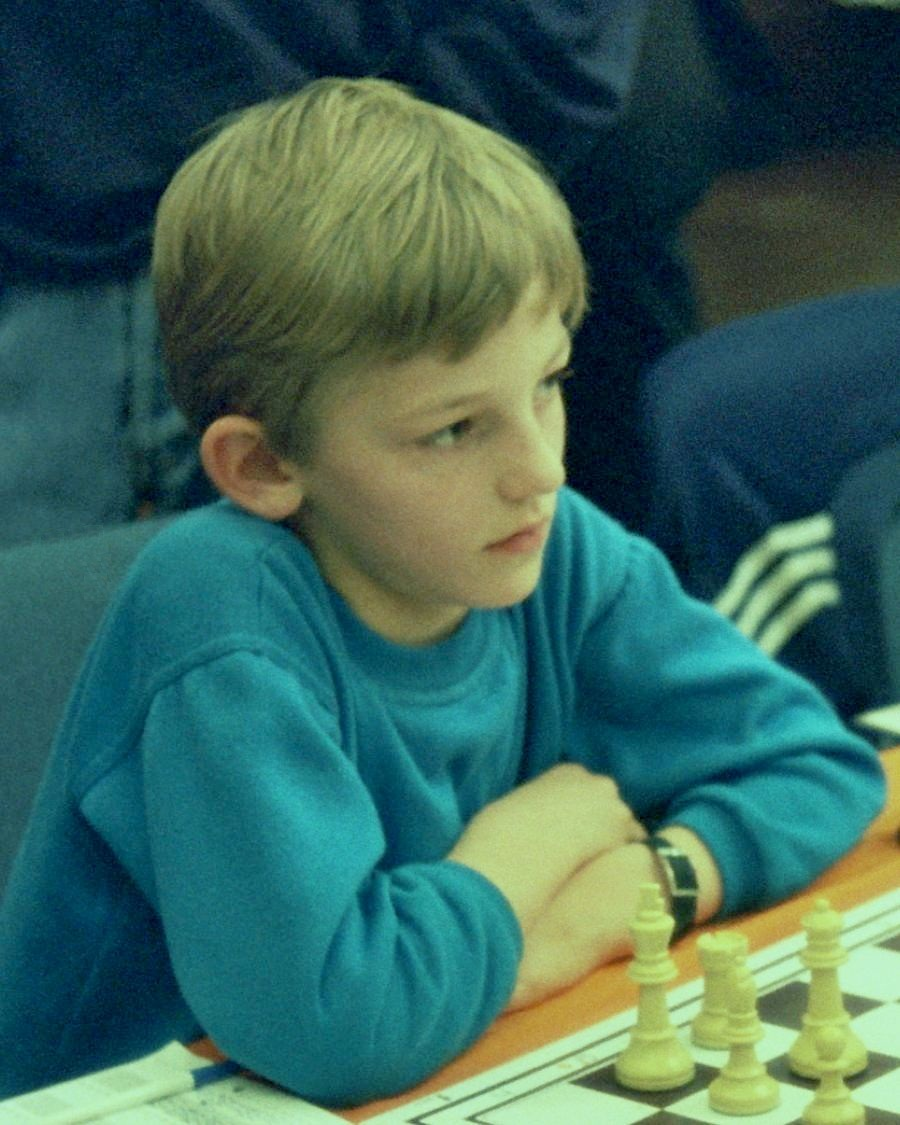
Alexandr Grisxuk, el 1992, a Duisburg,
2n al Campionat del món Sub-10.

En Grisxuk, que fou Campió de Rússia en totes les categories per edats, no va arribar mai a ser campió del món júnior.
El 1999 empatà amb Serguei Vólkov al 1r-2n lloc al fort Memorial Txigorin de Sant Petersburg, mig punt per davant d'un grup de forts jugadors com ara Aleksandr Lastin, Ievgueni Naier, Vadim Malakhatko, o Aleksandr Motiliov), Obtingué els seus primers èxits internacionals el 2000, al torneig Young Masters de Lausana i al Torneig de Tórshavn (Illes Feroe).
L'any 2000 va tenir una actuació molt reeixida al Campionat del món de la FIDE per sistema K.O. jugat a Nova Delhi. A la primera ronda, eliminà Darcy Lima per 2½ : 1½, a la segona ronda, eliminà Ilià Smirin per 3 : 1, a continuació, va eliminar Gregory Serper a la tercera ronda, per 1½ : ½, a la quarta ronda, Jaan Ehlvest per 2½ : 1½, i a la cinquena Vladislav Tkatxov, per 2½ : 1½; finalment, va perdre en semifinals (sisena ronda) contra l'espanyol Aleksei Xírov, per 2½ : 1½.
El 2002, a Moscou, empatà al primer lloc al fortíssim Aeroflot Open (ex aequo amb altres quatre jugadors, quedà segon per desempat), i fou segon al Torneig Corus, rere Ievgueni Baréiev. En el Campionat del món de la FIDE de 2002, va assolir les semifinals. En el Campionat del món de la FIDE de 2004 va assolir els quarts de final, en què perdé 3-1 contra Rustam Kassimdjanov. El 2004 fou segon a la superfinal del Campionat de Rússia, rere Garri Kaspàrov.
A les darreries de 2005, va participar en la Copa del món de 2005 a Khanti-Mansisk, un torneig classificatori per al cicle del Campionat del món de 2007, on va tenir una excel·lent actuació i fou quart. Com que acabà en el top 10 del torneig, es va classificar per al Torneig de Candidats de maig-juny de 2007. En els matxs de candidats, va guanyar en Vladímir Malakhov (+2 -0 =3) i en Serguei Rublevski (empat inicial +1 -1 =4, i victòria en el playoff a ràpides +2 -0 =1), i va arribar a disputar el torneig a vuit jugadors pel Campionat del món de 2007. En aquest torneig no ho va fer bé, puntuant 5½ de 14, i quedant en darrer lloc.
A més de ser un escaquista professional d'elit, en Grisxuk és considerat també un dels millors especialistes mundials en partides ràpides, que ha estat en possessió del rànquing més alt assolit dins l'Internet Chess Club. El 2006 va guanyar el Campionat del món de semiràpides a Rishon Lezion, Israel, amb 10½ punts de 15 partides, guanyant-ne 10; el segon classificat fou Piotr Svídler.
Va vèncer a l'edició de 2009 del torneig de Linares, per millor desempat que Vasil Ivantxuk a causa del fet que havia assolit un més gran nombre de victòries. El 2009 es va proclamar Campió de Rússia, imbatut amb 6½/9 punts, per davant de Piotr Svídler (2n) i Nikita Vitiúgov (3r). El desembre de 2010 empatà als llocs 3r-4t amb Piotr Svídler a la 63a edició del Campionat de Rússia (el campió fou Ian Nepómniasxi).
El maig de 2011, participà en el Torneig de Candidats del Campionat del món de 2012 a Kazan, on hi superà Levon Aronian als quarts de final, Vladímir Kràmnik en semifinals, i caigué a la final contra Borís Guélfand.
El setembre de 2011 participà en la Copa del món de 2011, a Khanti-Mansisk, un torneig del cicle classificatori pel Campionat del món de 2013, i hi va tenir una molt bona actuació: fou finalista del torneig, i tot i que perdé la final contra Piotr Svídler (1½-2½), es classificà per la següent fase del Campionat del món.
El 2012 es proclamà, per segon cop, Campió del món de semi-ràpides a Astanà, Kazakhstan.
L'agost de 2013 participà en la Copa del Món de 2013, on va tenir una mala actuació, ja que tot i que era el número 4 del rànquing inicial, només arribà a la tercera ronda, on fou eliminat per Le Quang Liem 1½-2½.
L'octubre de 2015 es proclamà per primera vegada campió del món d'escacs llampec a Alemanya amb 15½ punts de 21, mig per davant de Maxime Vachier-Lagrave i Vladímir Kràmnik.
El desembre de 2016 fou segon al Campió del Món de Semiràpides amb 11 punts de 15, els mateixos punts però pitjor desempat que Vassil Ivantxuk i Magnus Carlsen.
El març de 2019 fou membre de l'equip rus que va quedar primer al Campionat del món per equips a Astanà. L'octubre del 2019 fou novè al fort Gran Torneig Suís de la FIDE de 2019 a l'Illa de Man (el campió fou Wang Hao).

### Competicions internacionals per equips
Grisxuk ha participat, representant Rússia, en diverses competicions internacionals per equips. Va ser seleccionat pel Campionat del món d'escacs per equips en les edicions de 2001, 2005, i 2009. El 2001 jugà al tercer tauler, i Rússia obtingué la medalla d'argent (rere Ucraïna). El 2005 jugà al tercer tauler, i Rússia obtingué la medalla d'or. El 2009 jugà de primer tauler, i Rússia guanyà novament la medalla d'or.

## Partides notables
|   | a | b | c | d | e | f | g | h |   |
| 8 | d8 negres torre · e8 negres rei · f8 negres alfil · a7 negres peó · b7 negres peó · f7 negres torre · h7 negres peó · e6 blanques torre · h6 negres peó · b5 negres dama · d5 negres peó · h5 blanques dama · d4 blanques peó · a2 blanques peó · b2 blanques peó · f2 blanques peó · g2 blanques peó · h2 blanques peó · a1 blanques torre · g1 blanques rei | d8 negres torre · e8 negres rei · f8 negres alfil · a7 negres peó · b7 negres peó · f7 negres torre · h7 negres peó · e6 blanques torre · h6 negres peó · b5 negres dama · d5 negres peó · h5 blanques dama · d4 blanques peó · a2 blanques peó · b2 blanques peó · f2 blanques peó · g2 blanques peó · h2 blanques peó · a1 blanques torre · g1 blanques rei | d8 negres torre · e8 negres rei · f8 negres alfil · a7 negres peó · b7 negres peó · f7 negres torre · h7 negres peó · e6 blanques torre · h6 negres peó · b5 negres dama · d5 negres peó · h5 blanques dama · d4 blanques peó · a2 blanques peó · b2 blanques peó · f2 blanques peó · g2 blanques peó · h2 blanques peó · a1 blanques torre · g1 blanques rei | d8 negres torre · e8 negres rei · f8 negres alfil · a7 negres peó · b7 negres peó · f7 negres torre · h7 negres peó · e6 blanques torre · h6 negres peó · b5 negres dama · d5 negres peó · h5 blanques dama · d4 blanques peó · a2 blanques peó · b2 blanques peó · f2 blanques peó · g2 blanques peó · h2 blanques peó · a1 blanques torre · g1 blanques rei | d8 negres torre · e8 negres rei · f8 negres alfil · a7 negres peó · b7 negres peó · f7 negres torre · h7 negres peó · e6 blanques torre · h6 negres peó · b5 negres dama · d5 negres peó · h5 blanques dama · d4 blanques peó · a2 blanques peó · b2 blanques peó · f2 blanques peó · g2 blanques peó · h2 blanques peó · a1 blanques torre · g1 blanques rei | d8 negres torre · e8 negres rei · f8 negres alfil · a7 negres peó · b7 negres peó · f7 negres torre · h7 negres peó · e6 blanques torre · h6 negres peó · b5 negres dama · d5 negres peó · h5 blanques dama · d4 blanques peó · a2 blanques peó · b2 blanques peó · f2 blanques peó · g2 blanques peó · h2 blanques peó · a1 blanques torre · g1 blanques rei | d8 negres torre · e8 negres rei · f8 negres alfil · a7 negres peó · b7 negres peó · f7 negres torre · h7 negres peó · e6 blanques torre · h6 negres peó · b5 negres dama · d5 negres peó · h5 blanques dama · d4 blanques peó · a2 blanques peó · b2 blanques peó · f2 blanques peó · g2 blanques peó · h2 blanques peó · a1 blanques torre · g1 blanques rei | d8 negres torre · e8 negres rei · f8 negres alfil · a7 negres peó · b7 negres peó · f7 negres torre · h7 negres peó · e6 blanques torre · h6 negres peó · b5 negres dama · d5 negres peó · h5 blanques dama · d4 blanques peó · a2 blanques peó · b2 blanques peó · f2 blanques peó · g2 blanques peó · h2 blanques peó · a1 blanques torre · g1 blanques rei | 8 |
| 7 | d8 negres torre · e8 negres rei · f8 negres alfil · a7 negres peó · b7 negres peó · f7 negres torre · h7 negres peó · e6 blanques torre · h6 negres peó · b5 negres dama · d5 negres peó · h5 blanques dama · d4 blanques peó · a2 blanques peó · b2 blanques peó · f2 blanques peó · g2 blanques peó · h2 blanques peó · a1 blanques torre · g1 blanques rei | d8 negres torre · e8 negres rei · f8 negres alfil · a7 negres peó · b7 negres peó · f7 negres torre · h7 negres peó · e6 blanques torre · h6 negres peó · b5 negres dama · d5 negres peó · h5 blanques dama · d4 blanques peó · a2 blanques peó · b2 blanques peó · f2 blanques peó · g2 blanques peó · h2 blanques peó · a1 blanques torre · g1 blanques rei | d8 negres torre · e8 negres rei · f8 negres alfil · a7 negres peó · b7 negres peó · f7 negres torre · h7 negres peó · e6 blanques torre · h6 negres peó · b5 negres dama · d5 negres peó · h5 blanques dama · d4 blanques peó · a2 blanques peó · b2 blanques peó · f2 blanques peó · g2 blanques peó · h2 blanques peó · a1 blanques torre · g1 blanques rei | d8 negres torre · e8 negres rei · f8 negres alfil · a7 negres peó · b7 negres peó · f7 negres torre · h7 negres peó · e6 blanques torre · h6 negres peó · b5 negres dama · d5 negres peó · h5 blanques dama · d4 blanques peó · a2 blanques peó · b2 blanques peó · f2 blanques peó · g2 blanques peó · h2 blanques peó · a1 blanques torre · g1 blanques rei | d8 negres torre · e8 negres rei · f8 negres alfil · a7 negres peó · b7 negres peó · f7 negres torre · h7 negres peó · e6 blanques torre · h6 negres peó · b5 negres dama · d5 negres peó · h5 blanques dama · d4 blanques peó · a2 blanques peó · b2 blanques peó · f2 blanques peó · g2 blanques peó · h2 blanques peó · a1 blanques torre · g1 blanques rei | d8 negres torre · e8 negres rei · f8 negres alfil · a7 negres peó · b7 negres peó · f7 negres torre · h7 negres peó · e6 blanques torre · h6 negres peó · b5 negres dama · d5 negres peó · h5 blanques dama · d4 blanques peó · a2 blanques peó · b2 blanques peó · f2 blanques peó · g2 blanques peó · h2 blanques peó · a1 blanques torre · g1 blanques rei | d8 negres torre · e8 negres rei · f8 negres alfil · a7 negres peó · b7 negres peó · f7 negres torre · h7 negres peó · e6 blanques torre · h6 negres peó · b5 negres dama · d5 negres peó · h5 blanques dama · d4 blanques peó · a2 blanques peó · b2 blanques peó · f2 blanques peó · g2 blanques peó · h2 blanques peó · a1 blanques torre · g1 blanques rei | d8 negres torre · e8 negres rei · f8 negres alfil · a7 negres peó · b7 negres peó · f7 negres torre · h7 negres peó · e6 blanques torre · h6 negres peó · b5 negres dama · d5 negres peó · h5 blanques dama · d4 blanques peó · a2 blanques peó · b2 blanques peó · f2 blanques peó · g2 blanques peó · h2 blanques peó · a1 blanques torre · g1 blanques rei | 7 |
| 6 | d8 negres torre · e8 negres rei · f8 negres alfil · a7 negres peó · b7 negres peó · f7 negres torre · h7 negres peó · e6 blanques torre · h6 negres peó · b5 negres dama · d5 negres peó · h5 blanques dama · d4 blanques peó · a2 blanques peó · b2 blanques peó · f2 blanques peó · g2 blanques peó · h2 blanques peó · a1 blanques torre · g1 blanques rei | d8 negres torre · e8 negres rei · f8 negres alfil · a7 negres peó · b7 negres peó · f7 negres torre · h7 negres peó · e6 blanques torre · h6 negres peó · b5 negres dama · d5 negres peó · h5 blanques dama · d4 blanques peó · a2 blanques peó · b2 blanques peó · f2 blanques peó · g2 blanques peó · h2 blanques peó · a1 blanques torre · g1 blanques rei | d8 negres torre · e8 negres rei · f8 negres alfil · a7 negres peó · b7 negres peó · f7 negres torre · h7 negres peó · e6 blanques torre · h6 negres peó · b5 negres dama · d5 negres peó · h5 blanques dama · d4 blanques peó · a2 blanques peó · b2 blanques peó · f2 blanques peó · g2 blanques peó · h2 blanques peó · a1 blanques torre · g1 blanques rei | d8 negres torre · e8 negres rei · f8 negres alfil · a7 negres peó · b7 negres peó · f7 negres torre · h7 negres peó · e6 blanques torre · h6 negres peó · b5 negres dama · d5 negres peó · h5 blanques dama · d4 blanques peó · a2 blanques peó · b2 blanques peó · f2 blanques peó · g2 blanques peó · h2 blanques peó · a1 blanques torre · g1 blanques rei | d8 negres torre · e8 negres rei · f8 negres alfil · a7 negres peó · b7 negres peó · f7 negres torre · h7 negres peó · e6 blanques torre · h6 negres peó · b5 negres dama · d5 negres peó · h5 blanques dama · d4 blanques peó · a2 blanques peó · b2 blanques peó · f2 blanques peó · g2 blanques peó · h2 blanques peó · a1 blanques torre · g1 blanques rei | d8 negres torre · e8 negres rei · f8 negres alfil · a7 negres peó · b7 negres peó · f7 negres torre · h7 negres peó · e6 blanques torre · h6 negres peó · b5 negres dama · d5 negres peó · h5 blanques dama · d4 blanques peó · a2 blanques peó · b2 blanques peó · f2 blanques peó · g2 blanques peó · h2 blanques peó · a1 blanques torre · g1 blanques rei | d8 negres torre · e8 negres rei · f8 negres alfil · a7 negres peó · b7 negres peó · f7 negres torre · h7 negres peó · e6 blanques torre · h6 negres peó · b5 negres dama · d5 negres peó · h5 blanques dama · d4 blanques peó · a2 blanques peó · b2 blanques peó · f2 blanques peó · g2 blanques peó · h2 blanques peó · a1 blanques torre · g1 blanques rei | d8 negres torre · e8 negres rei · f8 negres alfil · a7 negres peó · b7 negres peó · f7 negres torre · h7 negres peó · e6 blanques torre · h6 negres peó · b5 negres dama · d5 negres peó · h5 blanques dama · d4 blanques peó · a2 blanques peó · b2 blanques peó · f2 blanques peó · g2 blanques peó · h2 blanques peó · a1 blanques torre · g1 blanques rei | 6 |
| 5 | d8 negres torre · e8 negres rei · f8 negres alfil · a7 negres peó · b7 negres peó · f7 negres torre · h7 negres peó · e6 blanques torre · h6 negres peó · b5 negres dama · d5 negres peó · h5 blanques dama · d4 blanques peó · a2 blanques peó · b2 blanques peó · f2 blanques peó · g2 blanques peó · h2 blanques peó · a1 blanques torre · g1 blanques rei | d8 negres torre · e8 negres rei · f8 negres alfil · a7 negres peó · b7 negres peó · f7 negres torre · h7 negres peó · e6 blanques torre · h6 negres peó · b5 negres dama · d5 negres peó · h5 blanques dama · d4 blanques peó · a2 blanques peó · b2 blanques peó · f2 blanques peó · g2 blanques peó · h2 blanques peó · a1 blanques torre · g1 blanques rei | d8 negres torre · e8 negres rei · f8 negres alfil · a7 negres peó · b7 negres peó · f7 negres torre · h7 negres peó · e6 blanques torre · h6 negres peó · b5 negres dama · d5 negres peó · h5 blanques dama · d4 blanques peó · a2 blanques peó · b2 blanques peó · f2 blanques peó · g2 blanques peó · h2 blanques peó · a1 blanques torre · g1 blanques rei | d8 negres torre · e8 negres rei · f8 negres alfil · a7 negres peó · b7 negres peó · f7 negres torre · h7 negres peó · e6 blanques torre · h6 negres peó · b5 negres dama · d5 negres peó · h5 blanques dama · d4 blanques peó · a2 blanques peó · b2 blanques peó · f2 blanques peó · g2 blanques peó · h2 blanques peó · a1 blanques torre · g1 blanques rei | d8 negres torre · e8 negres rei · f8 negres alfil · a7 negres peó · b7 negres peó · f7 negres torre · h7 negres peó · e6 blanques torre · h6 negres peó · b5 negres dama · d5 negres peó · h5 blanques dama · d4 blanques peó · a2 blanques peó · b2 blanques peó · f2 blanques peó · g2 blanques peó · h2 blanques peó · a1 blanques torre · g1 blanques rei | d8 negres torre · e8 negres rei · f8 negres alfil · a7 negres peó · b7 negres peó · f7 negres torre · h7 negres peó · e6 blanques torre · h6 negres peó · b5 negres dama · d5 negres peó · h5 blanques dama · d4 blanques peó · a2 blanques peó · b2 blanques peó · f2 blanques peó · g2 blanques peó · h2 blanques peó · a1 blanques torre · g1 blanques rei | d8 negres torre · e8 negres rei · f8 negres alfil · a7 negres peó · b7 negres peó · f7 negres torre · h7 negres peó · e6 blanques torre · h6 negres peó · b5 negres dama · d5 negres peó · h5 blanques dama · d4 blanques peó · a2 blanques peó · b2 blanques peó · f2 blanques peó · g2 blanques peó · h2 blanques peó · a1 blanques torre · g1 blanques rei | d8 negres torre · e8 negres rei · f8 negres alfil · a7 negres peó · b7 negres peó · f7 negres torre · h7 negres peó · e6 blanques torre · h6 negres peó · b5 negres dama · d5 negres peó · h5 blanques dama · d4 blanques peó · a2 blanques peó · b2 blanques peó · f2 blanques peó · g2 blanques peó · h2 blanques peó · a1 blanques torre · g1 blanques rei | 5 |
| 4 | d8 negres torre · e8 negres rei · f8 negres alfil · a7 negres peó · b7 negres peó · f7 negres torre · h7 negres peó · e6 blanques torre · h6 negres peó · b5 negres dama · d5 negres peó · h5 blanques dama · d4 blanques peó · a2 blanques peó · b2 blanques peó · f2 blanques peó · g2 blanques peó · h2 blanques peó · a1 blanques torre · g1 blanques rei | d8 negres torre · e8 negres rei · f8 negres alfil · a7 negres peó · b7 negres peó · f7 negres torre · h7 negres peó · e6 blanques torre · h6 negres peó · b5 negres dama · d5 negres peó · h5 blanques dama · d4 blanques peó · a2 blanques peó · b2 blanques peó · f2 blanques peó · g2 blanques peó · h2 blanques peó · a1 blanques torre · g1 blanques rei | d8 negres torre · e8 negres rei · f8 negres alfil · a7 negres peó · b7 negres peó · f7 negres torre · h7 negres peó · e6 blanques torre · h6 negres peó · b5 negres dama · d5 negres peó · h5 blanques dama · d4 blanques peó · a2 blanques peó · b2 blanques peó · f2 blanques peó · g2 blanques peó · h2 blanques peó · a1 blanques torre · g1 blanques rei | d8 negres torre · e8 negres rei · f8 negres alfil · a7 negres peó · b7 negres peó · f7 negres torre · h7 negres peó · e6 blanques torre · h6 negres peó · b5 negres dama · d5 negres peó · h5 blanques dama · d4 blanques peó · a2 blanques peó · b2 blanques peó · f2 blanques peó · g2 blanques peó · h2 blanques peó · a1 blanques torre · g1 blanques rei | d8 negres torre · e8 negres rei · f8 negres alfil · a7 negres peó · b7 negres peó · f7 negres torre · h7 negres peó · e6 blanques torre · h6 negres peó · b5 negres dama · d5 negres peó · h5 blanques dama · d4 blanques peó · a2 blanques peó · b2 blanques peó · f2 blanques peó · g2 blanques peó · h2 blanques peó · a1 blanques torre · g1 blanques rei | d8 negres torre · e8 negres rei · f8 negres alfil · a7 negres peó · b7 negres peó · f7 negres torre · h7 negres peó · e6 blanques torre · h6 negres peó · b5 negres dama · d5 negres peó · h5 blanques dama · d4 blanques peó · a2 blanques peó · b2 blanques peó · f2 blanques peó · g2 blanques peó · h2 blanques peó · a1 blanques torre · g1 blanques rei | d8 negres torre · e8 negres rei · f8 negres alfil · a7 negres peó · b7 negres peó · f7 negres torre · h7 negres peó · e6 blanques torre · h6 negres peó · b5 negres dama · d5 negres peó · h5 blanques dama · d4 blanques peó · a2 blanques peó · b2 blanques peó · f2 blanques peó · g2 blanques peó · h2 blanques peó · a1 blanques torre · g1 blanques rei | d8 negres torre · e8 negres rei · f8 negres alfil · a7 negres peó · b7 negres peó · f7 negres torre · h7 negres peó · e6 blanques torre · h6 negres peó · b5 negres dama · d5 negres peó · h5 blanques dama · d4 blanques peó · a2 blanques peó · b2 blanques peó · f2 blanques peó · g2 blanques peó · h2 blanques peó · a1 blanques torre · g1 blanques rei | 4 |
| 3 | d8 negres torre · e8 negres rei · f8 negres alfil · a7 negres peó · b7 negres peó · f7 negres torre · h7 negres peó · e6 blanques torre · h6 negres peó · b5 negres dama · d5 negres peó · h5 blanques dama · d4 blanques peó · a2 blanques peó · b2 blanques peó · f2 blanques peó · g2 blanques peó · h2 blanques peó · a1 blanques torre · g1 blanques rei | d8 negres torre · e8 negres rei · f8 negres alfil · a7 negres peó · b7 negres peó · f7 negres torre · h7 negres peó · e6 blanques torre · h6 negres peó · b5 negres dama · d5 negres peó · h5 blanques dama · d4 blanques peó · a2 blanques peó · b2 blanques peó · f2 blanques peó · g2 blanques peó · h2 blanques peó · a1 blanques torre · g1 blanques rei | d8 negres torre · e8 negres rei · f8 negres alfil · a7 negres peó · b7 negres peó · f7 negres torre · h7 negres peó · e6 blanques torre · h6 negres peó · b5 negres dama · d5 negres peó · h5 blanques dama · d4 blanques peó · a2 blanques peó · b2 blanques peó · f2 blanques peó · g2 blanques peó · h2 blanques peó · a1 blanques torre · g1 blanques rei | d8 negres torre · e8 negres rei · f8 negres alfil · a7 negres peó · b7 negres peó · f7 negres torre · h7 negres peó · e6 blanques torre · h6 negres peó · b5 negres dama · d5 negres peó · h5 blanques dama · d4 blanques peó · a2 blanques peó · b2 blanques peó · f2 blanques peó · g2 blanques peó · h2 blanques peó · a1 blanques torre · g1 blanques rei | d8 negres torre · e8 negres rei · f8 negres alfil · a7 negres peó · b7 negres peó · f7 negres torre · h7 negres peó · e6 blanques torre · h6 negres peó · b5 negres dama · d5 negres peó · h5 blanques dama · d4 blanques peó · a2 blanques peó · b2 blanques peó · f2 blanques peó · g2 blanques peó · h2 blanques peó · a1 blanques torre · g1 blanques rei | d8 negres torre · e8 negres rei · f8 negres alfil · a7 negres peó · b7 negres peó · f7 negres torre · h7 negres peó · e6 blanques torre · h6 negres peó · b5 negres dama · d5 negres peó · h5 blanques dama · d4 blanques peó · a2 blanques peó · b2 blanques peó · f2 blanques peó · g2 blanques peó · h2 blanques peó · a1 blanques torre · g1 blanques rei | d8 negres torre · e8 negres rei · f8 negres alfil · a7 negres peó · b7 negres peó · f7 negres torre · h7 negres peó · e6 blanques torre · h6 negres peó · b5 negres dama · d5 negres peó · h5 blanques dama · d4 blanques peó · a2 blanques peó · b2 blanques peó · f2 blanques peó · g2 blanques peó · h2 blanques peó · a1 blanques torre · g1 blanques rei | d8 negres torre · e8 negres rei · f8 negres alfil · a7 negres peó · b7 negres peó · f7 negres torre · h7 negres peó · e6 blanques torre · h6 negres peó · b5 negres dama · d5 negres peó · h5 blanques dama · d4 blanques peó · a2 blanques peó · b2 blanques peó · f2 blanques peó · g2 blanques peó · h2 blanques peó · a1 blanques torre · g1 blanques rei | 3 |
| 2 | d8 negres torre · e8 negres rei · f8 negres alfil · a7 negres peó · b7 negres peó · f7 negres torre · h7 negres peó · e6 blanques torre · h6 negres peó · b5 negres dama · d5 negres peó · h5 blanques dama · d4 blanques peó · a2 blanques peó · b2 blanques peó · f2 blanques peó · g2 blanques peó · h2 blanques peó · a1 blanques torre · g1 blanques rei | d8 negres torre · e8 negres rei · f8 negres alfil · a7 negres peó · b7 negres peó · f7 negres torre · h7 negres peó · e6 blanques torre · h6 negres peó · b5 negres dama · d5 negres peó · h5 blanques dama · d4 blanques peó · a2 blanques peó · b2 blanques peó · f2 blanques peó · g2 blanques peó · h2 blanques peó · a1 blanques torre · g1 blanques rei | d8 negres torre · e8 negres rei · f8 negres alfil · a7 negres peó · b7 negres peó · f7 negres torre · h7 negres peó · e6 blanques torre · h6 negres peó · b5 negres dama · d5 negres peó · h5 blanques dama · d4 blanques peó · a2 blanques peó · b2 blanques peó · f2 blanques peó · g2 blanques peó · h2 blanques peó · a1 blanques torre · g1 blanques rei | d8 negres torre · e8 negres rei · f8 negres alfil · a7 negres peó · b7 negres peó · f7 negres torre · h7 negres peó · e6 blanques torre · h6 negres peó · b5 negres dama · d5 negres peó · h5 blanques dama · d4 blanques peó · a2 blanques peó · b2 blanques peó · f2 blanques peó · g2 blanques peó · h2 blanques peó · a1 blanques torre · g1 blanques rei | d8 negres torre · e8 negres rei · f8 negres alfil · a7 negres peó · b7 negres peó · f7 negres torre · h7 negres peó · e6 blanques torre · h6 negres peó · b5 negres dama · d5 negres peó · h5 blanques dama · d4 blanques peó · a2 blanques peó · b2 blanques peó · f2 blanques peó · g2 blanques peó · h2 blanques peó · a1 blanques torre · g1 blanques rei | d8 negres torre · e8 negres rei · f8 negres alfil · a7 negres peó · b7 negres peó · f7 negres torre · h7 negres peó · e6 blanques torre · h6 negres peó · b5 negres dama · d5 negres peó · h5 blanques dama · d4 blanques peó · a2 blanques peó · b2 blanques peó · f2 blanques peó · g2 blanques peó · h2 blanques peó · a1 blanques torre · g1 blanques rei | d8 negres torre · e8 negres rei · f8 negres alfil · a7 negres peó · b7 negres peó · f7 negres torre · h7 negres peó · e6 blanques torre · h6 negres peó · b5 negres dama · d5 negres peó · h5 blanques dama · d4 blanques peó · a2 blanques peó · b2 blanques peó · f2 blanques peó · g2 blanques peó · h2 blanques peó · a1 blanques torre · g1 blanques rei | d8 negres torre · e8 negres rei · f8 negres alfil · a7 negres peó · b7 negres peó · f7 negres torre · h7 negres peó · e6 blanques torre · h6 negres peó · b5 negres dama · d5 negres peó · h5 blanques dama · d4 blanques peó · a2 blanques peó · b2 blanques peó · f2 blanques peó · g2 blanques peó · h2 blanques peó · a1 blanques torre · g1 blanques rei | 2 |
| 1 | d8 negres torre · e8 negres rei · f8 negres alfil · a7 negres peó · b7 negres peó · f7 negres torre · h7 negres peó · e6 blanques torre · h6 negres peó · b5 negres dama · d5 negres peó · h5 blanques dama · d4 blanques peó · a2 blanques peó · b2 blanques peó · f2 blanques peó · g2 blanques peó · h2 blanques peó · a1 blanques torre · g1 blanques rei | d8 negres torre · e8 negres rei · f8 negres alfil · a7 negres peó · b7 negres peó · f7 negres torre · h7 negres peó · e6 blanques torre · h6 negres peó · b5 negres dama · d5 negres peó · h5 blanques dama · d4 blanques peó · a2 blanques peó · b2 blanques peó · f2 blanques peó · g2 blanques peó · h2 blanques peó · a1 blanques torre · g1 blanques rei | d8 negres torre · e8 negres rei · f8 negres alfil · a7 negres peó · b7 negres peó · f7 negres torre · h7 negres peó · e6 blanques torre · h6 negres peó · b5 negres dama · d5 negres peó · h5 blanques dama · d4 blanques peó · a2 blanques peó · b2 blanques peó · f2 blanques peó · g2 blanques peó · h2 blanques peó · a1 blanques torre · g1 blanques rei | d8 negres torre · e8 negres rei · f8 negres alfil · a7 negres peó · b7 negres peó · f7 negres torre · h7 negres peó · e6 blanques torre · h6 negres peó · b5 negres dama · d5 negres peó · h5 blanques dama · d4 blanques peó · a2 blanques peó · b2 blanques peó · f2 blanques peó · g2 blanques peó · h2 blanques peó · a1 blanques torre · g1 blanques rei | d8 negres torre · e8 negres rei · f8 negres alfil · a7 negres peó · b7 negres peó · f7 negres torre · h7 negres peó · e6 blanques torre · h6 negres peó · b5 negres dama · d5 negres peó · h5 blanques dama · d4 blanques peó · a2 blanques peó · b2 blanques peó · f2 blanques peó · g2 blanques peó · h2 blanques peó · a1 blanques torre · g1 blanques rei | d8 negres torre · e8 negres rei · f8 negres alfil · a7 negres peó · b7 negres peó · f7 negres torre · h7 negres peó · e6 blanques torre · h6 negres peó · b5 negres dama · d5 negres peó · h5 blanques dama · d4 blanques peó · a2 blanques peó · b2 blanques peó · f2 blanques peó · g2 blanques peó · h2 blanques peó · a1 blanques torre · g1 blanques rei | d8 negres torre · e8 negres rei · f8 negres alfil · a7 negres peó · b7 negres peó · f7 negres torre · h7 negres peó · e6 blanques torre · h6 negres peó · b5 negres dama · d5 negres peó · h5 blanques dama · d4 blanques peó · a2 blanques peó · b2 blanques peó · f2 blanques peó · g2 blanques peó · h2 blanques peó · a1 blanques torre · g1 blanques rei | d8 negres torre · e8 negres rei · f8 negres alfil · a7 negres peó · b7 negres peó · f7 negres torre · h7 negres peó · e6 blanques torre · h6 negres peó · b5 negres dama · d5 negres peó · h5 blanques dama · d4 blanques peó · a2 blanques peó · b2 blanques peó · f2 blanques peó · g2 blanques peó · h2 blanques peó · a1 blanques torre · g1 blanques rei | 1 |
|   | a | b | c | d | e | f | g | h |   |

- En aquesta partida, jugada el 2001, en Grisxuk aixafa un dels millors jugadors del món del moment, Ievgueni Baréiev en només disset jugades:

Grisxuk vs Baréiev, 2001 
1. e4 e6 2. d4 d5 3. e5 c5 4. c3 Cc6 5. Cf3 Ch6 6. Ad3 cxd4 7. Axh6 gxh6 8. cxd4 Ad7 9. Cc3 Db6 10.Ab5 Tg8 11. O-O Cxe5 12. Cxe5 Axb5 13. Dh5 Tg7 14. Tfe1 Td8 15. Cxb5 Dxb5 16. Cxf7 Txf7 17. Txe6+ 1-0
 (vegeu el diagrama, a la dreta).
Una possible continuació de la partida seria:
17...Ae7 18. Txe7+ Rxe7 19. Te1+ Rd6 20. Dxf7 Dd7 21. Df6+ Rc7 22. Te7 guanyant la dama per una torre.